# Hiroshi Sakai
Hiroshi Sakai (født 19. oktober 1976) er en tidligere japansk fodboldspiller.
Han har spillet for flere forskellige klubber i sin karriere, herunder Bellmare Hiratsuka og Oita Trinita.